# Miljevići (Novo Sarajevo)
Pour les articles homonymes, voir Miljevići.
Miljevići (en cyrillique : Миљевићи) est un village de Bosnie-Herzégovine. Il est situé dans la municipalité de Novo Sarajevo, dans le canton de Sarajevo et dans la fédération de Bosnie-et-Herzégovine. Selon les premiers résultats du recensement bosnien de 2013, il compte 31 habitants.
Avant la guerre de Bosnie-Herzégovine, le village faisait entièrement partie de la municipalité de Novo Sarajevo ; après la guerre, son territoire a été partiellement rattaché à la municipalité d'Istočno Novo Sarajevo, intégrée à la ville d'Istočno Sarajevo et à la république serbe de Bosnie.

## Démographie

### Évolution historique de la population
| 1948 | 1953 | 1961 | 1971 | 1981 | 1991  | 2013 |
| ---- | ---- | ---- | ---- | ---- | ----- | ---- |
| -    | -    | 320  | 677  | 930  | 1 045 | 31   |

|  |